# LDA: La Secuela
LDA: La Secuela es un segmento del programa que fue transmitido durante la progresión de Luz, drama, acción. El conjunto en el que este espectáculo tiene lugar a aparecer al final de la secuencia de apertura, es un show relacionado con la segunda temporada en que los concursantes eliminados del programa visitan el set para poder ser entrevistados, también están los perdedores de Isla del Drama. Los coanfitriones del programa son Geoff y Bridgette.

## Argumento
Los anfitriones entrevistan al concursante eliminado sobre sus experiencias en el programa y cómo se sienten acerca de su posición actual. Los concursantes que no compiten también aparecen en la serie en la galería de maní, donde se comentan en el programa también. Con cada episodio, los concursantes eliminados que fueron entrevistados en el último programa que se unen a la galería y se consideran los comentaristas más que invitados especiales.

## Coanfitriones
- Bridgette
- Geoff
- Chris McLean (en el último episodio de la secuela)
- Izzy (solo en un episodio)

## Perdedores de IDD
- Cody
- Eva
- Ezekiel
- Katie
- Noah
- Sadie
- Tyler

## Segmentos
- Entrevistas: Geoff, Bridgette entrevistan de dos o tres compañeros de reparto que se han eliminado recientemente de la serie. Los concursantes no calificados también hablar con ellos si es necesario.
- Eso Dejara una Marca: Un montaje de imágenes inéditas o visto desde varios episodios que muestran concursantes lastimados o heridos.
- Verdad o ...: Los concursnates de reparto entrevistados se les hicieron preguntas a riesgo de ser gravemente heridos si mienten. Este segmento se cambia en cada episodio de la secuela, con un tema diferente cada vez que aparece, como verdad o martillo, verdad o yunque, verdad o electrocución.
- Video Nunca Antes Visto: Geoff, Bridgette mostrará imágenes inéditas de varios episodios, por lo general para exponer a un compañero de reparto de las cosas que están negando.
- Cámaras Web: Un fan de Drama Total llama al programas en video chat y le pregunta a uno de los concursantea del reparto que se entrevistaron haciéndoles una pregunta.

## Cámaras Web de Fanátios
- Ginger: Es una chica obsesionado de Trent de Sudbury, Ontario. Es la mayor fanática de Trent, ella le dijo a Trent que le hubiera encantado que se enloqueciera por ella, refiriéndose al rechazo de su extraño comportamiento hacia Gwen. Él parecía un poco incómodo y extraño al oír ese comentario, aunque le agradeció aunque sea demasiado fuerte enamoramiento de Ginger hacia él.
- Steve el Yeti: Es un yeti que anuncia que Chris McLean es el mejor anfitrión y que Geoff y Bridgette apestan. También cuestionó por qué incluso tuvieron su propio programa. Bridgette y Geoff parecían creer que era parte de un yeti real, sin embargo, después de escuchar la voz de Chef Hatchet en el fondo, Geoff y Bridgette dan cuenta de que Steve es en realidad Chris en un traje Sasquatchanakwa.
- Gordon: Es un chef joven furioso de Londres, Ontario, que quiere ser chef. Él tiene problemas para controlar la ira, y jura con frecuencia. Trata de averiguar cuál es el ingrediente secreto es en la comida de DJ. Parece que es una parodia del chef británico de renombre mundial, Gordon Ramsay, que es famoso por sus constantes insultos a los concursantes en programas como La cocina del Infierno, y Pesadillas de la Cocina de Ramsay.
- Kelsey: Es una chica de Kamloops, Columbia Británica, es otro fan Trent, un poco más obsesionado que el anterior, el jengibre, y posiblemente demuestra a sí misma a ser algo poco sólido. Su agente de la voz es desconocida hasta el momento. Ella tiene un muñeco de peluche de Trento que ella besó en el video en nueve ocasiones. Trent está aterrado de ella, debido a su obsesión, hasta escribió un poema para él.
- La Mamá de Owen: Ella se comunica con Owen que compraron una enorme bodega de quesa de cincuenta mil dólares (Owen ganó el dinero en la temporada pasada pero lo perdió todo), esto hace feliz a Owen y le hace desear volver a casa, a pesar de que su familia se separó de este gasto. Con el tiempo se le dice a Owen que volverá a casa porque su familia le echa de menos.
- Harvey: Un chico desde Yellowknife, Territorios del Noroeste, pide a LeShawna si ella está en una relación con Harold, a lo que ella responde que no son más que amigos. A lo largo de la entrevista, Harvey insinúa que él está enamorado de LeShawna, también. Harvey es un tanto similar a Harold en términos de personalidad, pero tiene muchas diferencias físicas, como llaves, un par de otro cristal, y un color de pelo diferente.

## Episodios
(Los nombres en español son literales y no originales)
| Total | Título | Estreno Canadá           | Estreno Estados Unidos  | Estreno Hispanoamérica |
| --- | --- | ------------------------ | ----------------------- | ---------------------- |
| 6 (1.ª Secuela)) | «La Secuela I: El Descenso de Trent» «The Aftermath I: Trent's Descent»                                   | 15 de febrero de 2009    | 16 de julio de 2009     | 14 de marzo de 2010    |
| Geoff y Bridgette presentando el nuevo show "Luz, drama, acción: La Secuela", donde hablaran de los concursantes expulsados cada semana, los discutiendo porque fueron eliminados por besarse. Después presentan a los perdedores de la temporada pasada: Cody, Noah, Ezekiel, Eva, Katie y Sadie, Courtney y Tyler. Bridgette y Geoff le dicen que tendrán dos invitados: Izzy y Trent, después de un video llaman a Izzy a unirse a Geoff y Bridgette en el escenario le preguntó como fue su experiencia y qué se sintió ser eliminada, luego Geoff y Bridgette también respondieron eso él da un juego llamado Verdad o Martillo, donde hacen preguntas a Izzy, y si ella miente, un martillo volará hacia abajo y la sacará de su asiento. Bridgette hace la primera pregunta: ¿Cuándo salieron mal las cosas para ella?, y contestando después que rechazó la alianza con el Chef y ahora la va a ser con Dj después de ella Geoff pregunta si pasan con Trent. Bridgette diciendo que él no se merecía lo que le pasó porque Gwen hizo que su equipo lo expulsara. Geoff rápidamente lo desaprueba y dice que no fue culpa de ella pero siguen peleando. Luego de una pausa Izzy presentando y después oyeron la canción de Trent en la pantalla de como se siente ya que él escuchó lo que dijo Geoff de que hizo que su equipo lo hachara después hizo pasar a Trent también haciéndole el juego a él, luego hicieron videollamadas de admiradores, luego vieron el bloque "Eso dejará una marca", viendo la humillación de los concursantes, Trent quiso tocar una canción y esa canción hizo que Bridgette y Geoff se reconciliaran y terminaran besándose, Izzy se despide. Juego: Verdad o Martillo Invitados: Izzy y Trent | |                          |                         |                        |
| 12 (2.ª Secuela) | «La Secuela II: ¿Perdonado y Olvidado?» «The Aftermath II: Forgive And For Gwen»                          | 10 de mayo de 2009       | 27 de agosto de 2009    | 25 de abril de 2010    |
| Regresando a la secuela Geoff y Bridgette hablarán de dos nuevos invitados son Gwen y Dj, después pusieron el corto "Eso dejará una marca" viendo videos graciosas de los concursantes, después ven a los invitados en la pantalla, y la mamá de Dj está junto a los perdedores de la primera temporada, Geoff y Bridgette traen a Dj, Bridgette le pregunta qué sintió al perder, luego Geoff le hace un juego Verdad o Yunque le hace la pregunta de que sacando ventaja de su alianza con el Chef, Bridgette que dice que vean unos videos acerca de eso, después muestran otro video de Dj sobre su desventaja. Geoff le dice a Dj que mienta pero Bridgette le dice que vea un video de los fanes de Dj y el fan le dice del ingrediente secreto de los sándwiches de Dj, Dj dice que no hay receta pero el yunque le cae y lo evade y él dice el ingrediente, la mamá de Dj ofrece los sándwiches a los demás Geoff se niega pero Bridgette lo obliga a comer. Después de un corte pasan a Gwen entrevistándola, Geoff diciéndole lo de Trent y de las personas que la odian, Bridgette le advierte del yunque, luego hablaran de su relación con Duncan ella dijo que solo eran amigos, ven un video inesperado Courtney furiosa llama a sus abogadas, después Geoff le dice que se siente en una silla sobre un estanque de pirañas, luego Tretn la defiende, Geoff que vea el video de uno de sus fanes. Luego Geoff le presenta a Trent las cartas de sus admiradoras, Izzy aparece y llaman a seguridad(y es el Chef) pero lo lanza con las pirañas, Geoff le el mensaje de alguien y no le agrada, Gwen y Dj dicen que Bridgette sea honesta se niega que ella envió ese mensaje y el yunque cae pero se salvan, Bridgette se despide jalándole la oreja de Geoff. Juego: Verdad o Yunque Invitados: Dj y Gwen | |                          |                         |                        |
| 18 (3.ª Secuela) | «La Secuela III: ¡O Ganas, O Pierdes!» «The Aftermath III: Owen or Lose»                                  | 22 de octubre de 2009    | 8 de octubre de 2009    | 6 de junio de 2010     |
| Geoff presentan de nuevo la secuela frente a los admiradores, Bridgette vigila a Geoff para que se comporte bien y no como las últimas veces, Geoff no está de acuerdo con eso y Bridgette empieza a enojarse más, presentan a tres nuevos invitados, Owen, Heather y LeShawna, hacen pasar a Owen, Geoff le hace un juego llamado Verdad o Martillo, le dijeron que diga la verdad y no electrocutaran y él dice ciertas verdades increíbles, pero aún no le había preguntado, le dice de una necesidad de vengarse y sus problemas mayor que está en la quiebra ya que su familia gastó $50.000 porque pensaban que le iba a ganar, hicieron ver a su mamá en la pantalla y Owen le dijo que gasto, su mamá le dijo que compró una bodega de queso, él se puso feliz y Geoff decepcionado, en esto Bridgett termina con Geoff. Presentan ``Eso dejará una marca´´ con mucha comedia, después hacen pasar a las siguientes invitadas Heather (que lleva otra peluca) y LeShawna, Heather fue la primera, recibió preguntas inesperadas junto a los videos de como ella imitaba a Harold en el Nou-yo; le tocó a LeShawna le da una pregunta sobre cómo Heather la defendió sobre las malas cosas que dijo de los demás, luego pasaron un videochat de un fan de LeShawana, el le pregunta sobre la relación con Harold, ella dice que solo son amigos pero Geoff demuestra un video de como ella se enamoraba de Harold, luego ella admite su amor por Harold, pero Geoff se burla y Bridgette, LeShawna, Heather y Owen atrapan a Geoff y lo ponen en la silla eléctrica, y le hacen unas preguntas, Owen le dice que siente por Birdgette, él dice que no la necesita, miente y él se disculpa con ella, ella lo perdona y se despiden cuando Owen electrocuta a Geoff por error. Juego: Verdad o Electrocución Invitados: Owen, Heather y LeShawna | |                          |                         |                        |
| 24 (4.ª Secuela) | «La Secuela IV: ¿Quién Quiere Elegir un Millonario?» «The Aftermath IV: Who wants to pick a Millionaire?» | 10 de diciembre del 2009 | 10 de diciembre de 2009 | 31 de julio del 2010   |
| En la secuela el esto de los concursantes eliminados no decidía de quien se quede con el millón de dólares, pero Geoff decide arrancar la secuela para recordar todo lo que ha pasado en toda la temporada, presentan unos videos, Chris en el aeropuerto con el Chef van Sunset Beach y trata de hacer una rebaja autografiando a la azafata, el Chef ve el programa de la secuela, en eso Bridgette les dice a los dos finalistas que vayan ambos en el asiento del ganador, Geoff y Bridgette videos vergonzosos de Chris McLean, Chris ve eso con miedo, Geoff presente el corto Eso dejara una marca y ven unos videos chistosos, Chris junto al Chef están un tráfico de autos, Duncan les dicidan un ganador, Courtney sugiere una serie de preguntas, pero Harold hace un reto los dos finalistas contorsionaran sus cuerpos para caber en huecos moldeados, en eso Chris y el Chef llegan al campamento Wawanakwa, al final del reto nadie gana, Geoff y Bridgette muestran más videos de Chris y Chris llega furioso ty se desase de Geoff y Bridgette, presenta el programa y le cada exconcursante una pregunta que la dará a los dos finalistas porque ellos decidirán quien ganara, Chris les dice que hablarán de uno de ellos para conocerlos y demostrará que no son como ellos creen mostrando videos nunca vistos, ven que Duncan no es tan malo, y que Beth no es tan simpática. Empiezan las preguntas empiezan con Trent, les dice que su novio(a) es amable pero te parece extraño y le dices al resto que te echen y los hacen, Izzy sigue, decide que ellos bailen con música Dj, Gwen pregunta que harían para salvar el medio ambiente mientras no piensen en sí mismos, Dj les pregunta ``si manejan una bici y en el camino hay un tenedor de un lado margaritas y del otro ranunculas, que camino tomarían´´, Owen les da una competencia de coer comida sana, Heather no pregunta pero se queja, LeShawna les pregunta en qué gastarían su dinero, Justin les dice si el aún puede ser un superprotagonistas, Lindsay solodice que escoge a Beth, Harold que dibujen a un animal y finalmente Courtney pero el tiempo se terminó. Les dice que voten los exconcursantes en un baño para votar decidir al ganador. Juego: Preguntas y respuestas Invitados: Duncan y Beth | |                          |                         |                        |

- Datos: Q16587144